# Congregación de la Misión
La Congregación de la Misión (en latín: Congregatio Missionis) es una sociedad de vida apostólica fundada por san Vicente de Paúl para la evangelización de los pobres y la formación del clero. A sus miembros se los conoce popularmente como padres paúles, vicencianos, vicentinos o lazaristas, debido este último sobrenombre a que en 1632 la Casa Madre se trasladó al Priorato de Saint-Lazare, en París. No obstante, únicamente paúl está recogido por el Diccionario de la Real Academia Española. Los miembros de esta sociedad añaden a sus nombres las siglas: C.M.
La Congregación de la misión cuenta con más de 2900 miembros, entre sacerdotes y hermanos, alrededor del mundo, distribuidos en diferentes centros.El gobierno de la Congregación, también llamado la Curia General, tiene su sede en Roma. Tomaž Mavrič, fue elegido por segunda vez en la 43.ª Asamblea General de 2022 como Superior General de la Congregación de la Misión y de las Hijas de la Caridad.

## Misión
Inspirado en la "primera misión" de Chátillon-les-Dombes y Folleville, donde pronunció su primer sermón de la misión, San Vicente de Paúl descubrió la necesidad y la importancia de las misiones populares y de las confesiones generales. Nació en él la inquietud por formar un grupo de misioneros de las zonas más abandonadas de Francia, y en 1625 fundó la Congregación de la Misión como sociedad apostólica junto a otros sacerdotes, Antonio Portail, M. Belin, Francisco de Coudray y Juan de la Salle. Años más tarde, esta misión encontró su lema en el pasaje de Lucas 4, 18, "Evangelizare pauperibus misit me" (El Espíritu Santo me envió a llevar la Buena Noticia a los pobres).
En 1633, motivado por ese mismo Espíritu, San Vicente de Paúl fundó junto a Santa Luisa de Marillac la Compañía de las Hijas de la Caridad, un grupo de mujeres dedicadas a servir a los "más pobres entre los pobres". La oración y la vida comunitaria eran elementos esenciales de su vocación de servicio, con un espíritu característico de humildad, sencillez y caridad.

## Historia

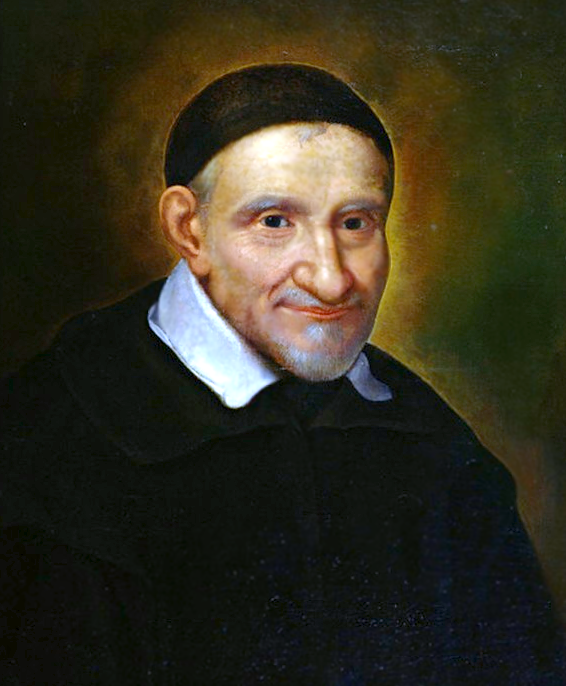
Vicente de Paúl (1581-1660), fundador de la Congregación de la Misión y de las Hijas de la Caridad.

### Origen
La Congregación de la Misión fue fundada el 17 de abril de 1625 en París por San Vicente de Paúl (1581-1660), un sacerdote francés que a principio del 1600 trabajaba como capellán y preceptor de la familia Gondi.
Además de educar a los hijos de la ilustre familia como preceptor, Vicente de Paúl también atendía las necesidades espirituales de los habitantes del lugar.
Durante este tiempo el P. Vicente estuvo en contacto con los pobres y los humildes que trabajaban para la familia Gondi y descubrió la miseria tanto material como espiritual en la que estaban: trabajando para quienes ostentaban riqueza, ponderó mejor el drama de quienes viven en la pobreza.
En 1617, Vicente de Paúl fue llamado al lecho de un amigo de la familia que estaba moribundo y pedía el Sacramento de la Reconciliación. La Confesión de aquel hombre impactó al joven sacerdote, quien empezó a decantar con más profundidad el Evangelio y las exigencias propias de la vida cristiana. Esto inspiró el Primer Sermón de la Misión que San Vicente predicó días después, el 25 de enero de 1617 en Folleville, Francia.
Esta cercanía con los pobres generó que Vicente diera un giro en su labor pastoral: comenzó a atender a moribundos, abandonados y enfermos, y dedicó su labor a la evangelización y a dar catequesis a los campesinos. 
San Vicente, tenía experiencia como preceptor y había recibido una buena formación teológica. Por esos tiempos, la formación del clero era escasa, y muchos sacerdotes eran ordenados sin conocer las formas y protocolos básicos para la administración de los sacramentos. Ante esta necesidad, los miembros de la Congregación se dedicaron también a la formación del clero.

### Aprobaciones
Un año después de su fundación, la Congregación de la Misión recibió la aprobación del arzobispo de París. Para entonces, era necesaria la aprobación civil, por ello, se procuró el visto bueno del Rey Luis XIII de Francia en el Parlamento, que ocurrió tanto en 1627 como en 1631. 
Luego de dos peticiones fallidas, Urbano VIII aprobó la sociedad fundada por Vicente y sus compañeros por medio de la bula Salvatoris nostri, del 12 de enero de 1632.
En 1631, la sede de la comunidad se trasladó al Priorato de Saint-Lazare de París por ello en Francia y en otros lugares del mundo, los miembros del instituto son conocidos como Lazaristas.

### Expansión
Vicente se esforzó en plasmar de manera clara que su llamado y el de todos los miembros de la Congregación de la Misión era imitar al mismo Jesucristo en la práctica de todas sus virtudes y en la enseñanza a través de la evangelización a los pobres y a sus discípulos.
Así, estableció un propósito claro para la Congregación de la Misión que hoy queda plasmado en las Constituciones: evangelizar a los pobres y promover la formación del clero.
La Congregación de la Misión se expandió rápidamente en Francia. San Vicente envió al campo sacerdotes para aliviar la devastación material y espiritual que asoló al país durante la guerra de los Treinta Años.
Los obispos de diversas diócesis pidieron a Vicente de Paúl la fundación de comunidades de la sociedad. Tras la muerte de San Vicente de Paúl en 1660, la Misión se expandió por el resto de Francia, así como también por Italia a partir de 1641, Irlanda en 1646, Escocia en 1658 y Polonia en 1651. Por otra parte, Propaganda Fide confió a Vicente y a su sociedad las misiones de Madagascar de 1648. Paulatinamente, la Sociedad de Vicente de Paúl, se expandió por otros territorios europeos. A España llegaron en 1704.
Vicente de Paúl fue beatificado en 1729 por el papa Benedicto XIII y canonizado el 16 de junio de 1737 por Clemente XII.

### Supresiones y restauraciones
En 1632 la Congregación de la Misión recibió el Priorato de Saint Lazare como propiedad y sus miembros se trasladaron allí, estableciéndola como su primera Casa Madre.Durante la Revolución Francesa la casa fue saqueada en la noche del 13 al 14 de julio de 1789.Al día siguiente, el 14, algunos estudiantes y otras personas regresaron a Saint Lazare para comenzar a reconstruir y reparar. Pudieron hacerlo gracias a las limosnas recibidas de diversas instancias, como el rey, el arzobispo y otras comunidades religiosas.
Por ese entonces, Jean-Félix-Joseph Cayla de la Garde había sido elegido superior general de la sociedad en 1788. Como parte de sus funciones, Cayla también debía asistir a las sesiones de la Asamblea Nacional, que se celebraban en Versalles.Haciendo uso de sus facultades como miembro de la asamblea nacional francesa, votó en contra de la Constitución Civil del Clero, que establecía la abolición de las antiguas diócesis y el posterior establecimiento de una diócesis por cada departamento civil, para que los fieles eligieran a sus pastores y obispos, como lo hacían con sus funcionarios civiles. La autoridad del Papa quedaba limitada en adelante a su papel espiritual, y el clero francés debía prestar juramento a la Asamblea Nacional.
El voto negativo de Cayla llevó a que la Congregación fuese abolida y los misioneros exiliados. Al menos 31 sacerdotes fueron ajusticiados durante la Revolución Francesa. El 27 de mayo de 1804 Napoleón Bonaparte restableció la Congregación en Francia y les encomendó las misiones de China y Oriente, pero en 1809 fue de nuevo abolida. La misma suerte les tocó en España, bajo las leyes de desamortización de Mendizábal en 1835 que acabó con todas las casas de la Misión en esa nación.
Por decreto regio, los paúles pudieron regresar a Francia en 1816. Durante la Restauración, la Congregación estableció su Casa Madre (Maison Mère) en la rue de Sèvres en 1817. En esos tiempos, con el generalato de Jean-Baptiste Étienne, se duplicó el número de los miembros y de las casas de la Congregación. En 1810 llegaron a América del Norte en 1810 y más tarde a América del Sur. Como en sus orígenes, los paúles recibieron la confianza de Propaganda Fide encargándoles de las misiones de Líbano, Arabia, Egipto, Siria, Persia, India, China, entre otras.

### Actualidad
Luego de su restauración en 1816, y hasta la actualidad, la Congregación de la Misión continua con la misión que les había sido encomendada desde las Reglas Comunes de San Vicente de Paúl: la evangelización de los pobres. 
Actualmente, los misioneros de la Congregación de la Misión están presentes en el mundo en 97 países de los cinco continentes, con más de 2.900 miembros, entre sacerdotes y hermanos.Su labor se desarrolla principalmente en parroquias; sin embargo, también buscan estar “en salida” para llegar a las iglesias de los lugares más lejanos.
Su superior general es Tomaž Mavrič, elegido por segunda vez en la 43.ª Asamblea General de la Congregación de la Misión en 2022, junto con el vicario general Gregorio Bañaga, y los asistentes generales, Padre Rafa Kopystynski, Nélio Pereira Pita, Aaron Gutiérrez, y Dominique Iyolo.

## Casa Madre

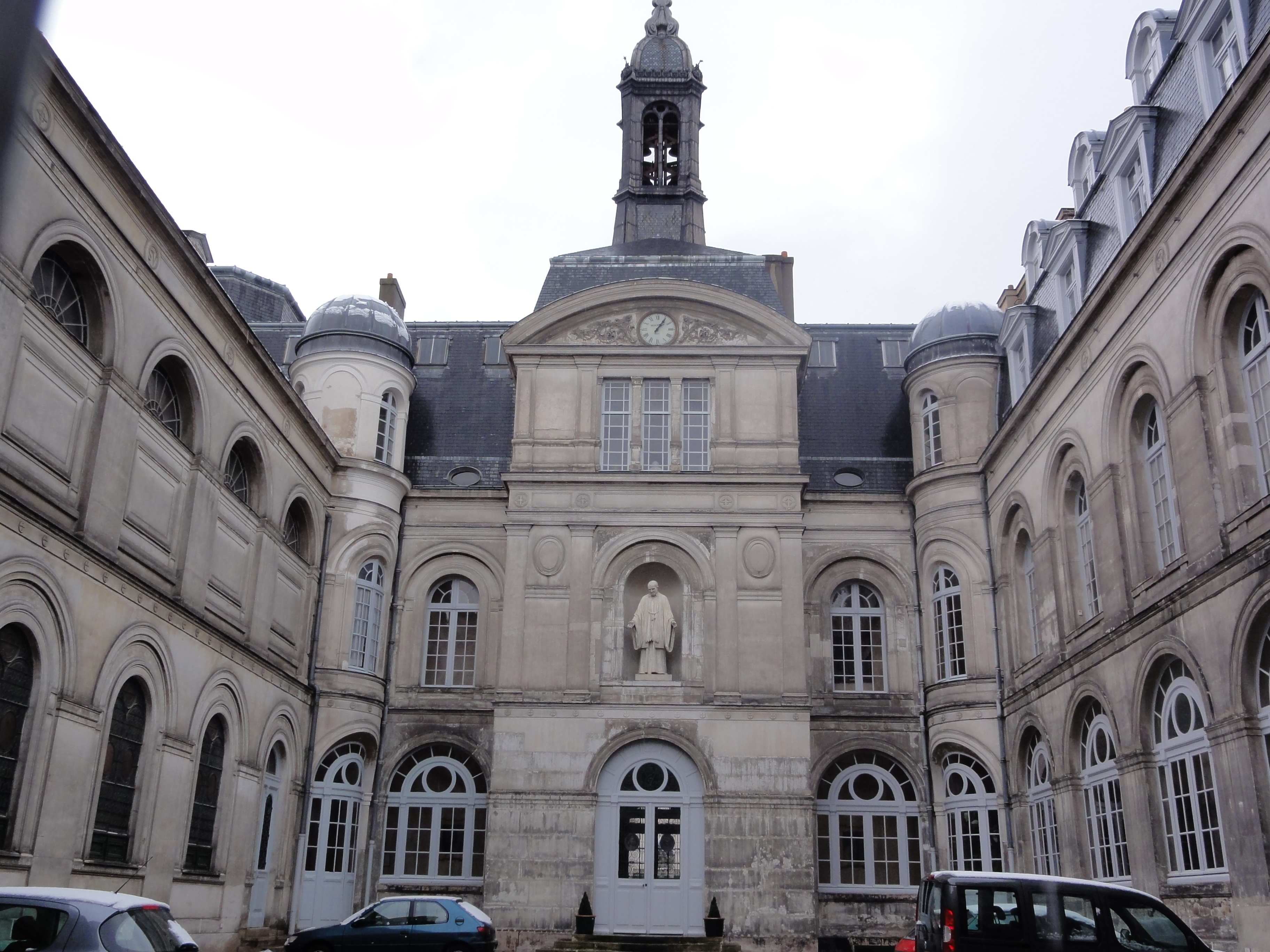
Casa madre de la Congregación en París.

La Casa Madre (Maison Mère) es la sucesora de la primera Casa Madre que era el antiguo priorato de Saint Lazare. Esta casa, situada en la 95 de la rue de Sèvres, era la antigua residencia del duque de Lorges, y fue puesta a disposición de la Congregación de la Misión por el gobierno francés en 1817. Finalmente, en 2006 el Estado francés convirtió a la Congregación de la Misión en propietaria de la casa y de su terreno.
La Casa Madre está constituida por una serie de edificios alrededor de un patio pavimentado. La entrada se encuentra en el pabellón central de estilo neorrenacentista, al fondo del patio. En una hornacina de la fachada se encuentra una estatua de San Vicente de Paúl.
Actualmente, con motivo del 400° aniversario de la Congregación de la Misión, los vicentinos están desarrollando una renovación de la Casa Madre, con el objetivo de alojar a quienes buscan un enriquecimiento espiritual, especialmente a los miembros de todas las ramas de la Familia Vicenciana, a los peregrinos y a las personas de fe.

## Actividades

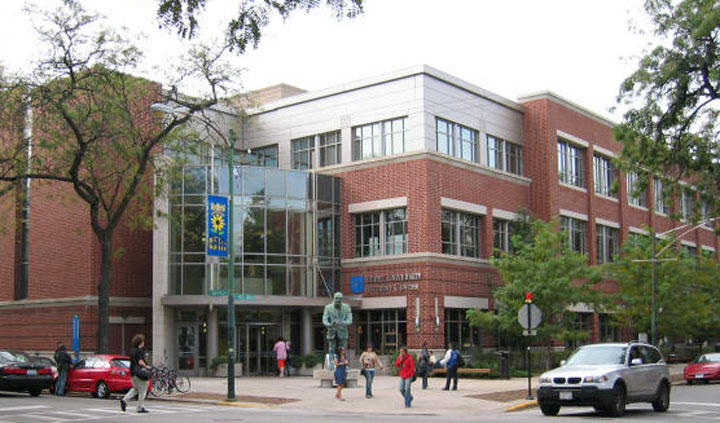
La Universidad DePaul en Chicago, fundada en 1898, es uno de los centros universitarios paúles presentes en Estados Unidos.

La Congregación de la Misión continúa con la labor de evangelización en medio de los campesinos, según el carisma original heredado por su fundador. Sin embargo a esta, añadieron la predicación de las misiones populares y de retiros y ejercicios espirituales, la enseñanza y la dirección de seminarios, las misiones ad gentes, la dirección de los Institutos de las Hijas y Damas de la Caridad y la asistencia a los enfermos.
En el campo de la educación, los paúles realizan su apostolado tanto en el ámbito escolar como en el universitario. La sociedad dirige las siguientes universidades:
- Universidad Adamson (Filipinas)
- Universidad DePaul (Estados Unidos de América)
- Universidad de Niágara (Estados Unidos de América)
- Universidad St. John's (Estados Unidos de América)

Asimismo, la Congregación de la Misión está presente en muchas parroquias alrededor del mundo.

## Organización
En 2011 la Congregación de la Misión tenía 3829 miembros incorporados: de los cuales 3029 eran sacerdotes. Poseen unas 516 casas, repartidas en cuatro viceprovincias: Mozambique, Nigeria, Costa Rica y San Cirilo y Metodio (Ucrania), y en cuarenta y siete provincias, en los cinco continentes.
- África: Madagascar, San Justino de Jacobis (Eritrea), Etiopía y Congo.
- América: América Central (que comprende a Guatemala, El Salvador, Nicaragua y Panamá), Argentina (que comprende a Paraguay, Uruguay y Argentina), Brasil (con tres provincias, Río de Janeiro, Curitiba y Fortaleza), Chile https://vicentinos.cl/, Colombia, Cuba, Ecuador, Estados Unidos (con cinco provincias, Dallas, Filadelfia, Los Ángeles, New England, y San Luis), México, Perú, Puerto Rico, y Venezuela.
- Asia: China, Filipinas, India (Norte y Sur), Indonesia y Oriente (que comprende Líbano, Egipto, Israel y Siria).
- Europa: Alemania, Austria, Eslovaquia, Eslovenia, España (con dos provincias, San Vicente de Paúl - España y Zaragoza), Francia (con dos provincias, París y Tolosa), Holanda, Hungría, Irlanda, Italia (con tres provincias, Nápoles, Roma y Turín), Polonia, y Portugal.
- Oceanía: Australia.

La curia general de la sociedad se encuentra en Roma y su actual superior general es el sacerdote argentino de origen esloveno Tomaž Mavrič.

## Familia Vicenciana

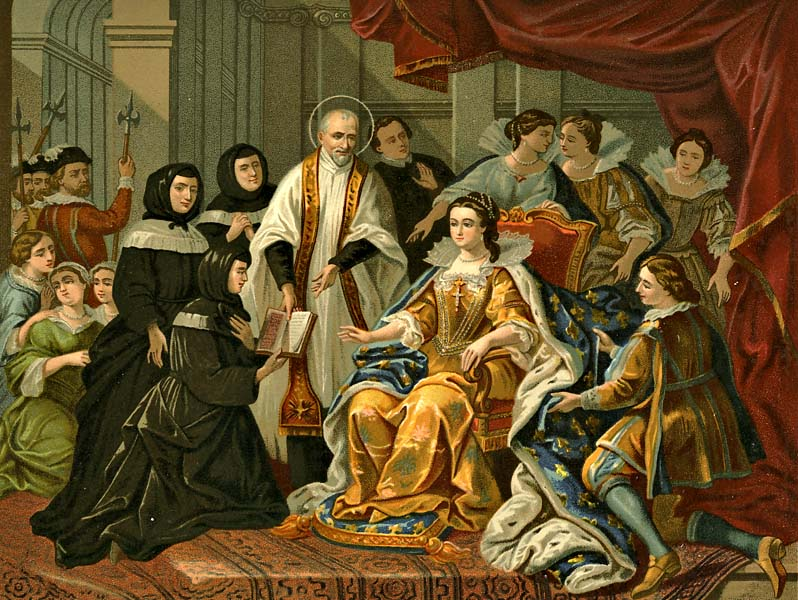
San Vicente presenta a las primeras Hijas de la Caridad a la reina Ana de Austria, pintura sobre tabla del Hermano Andrés, religioso dominico, en la Iglesia de Santa Margarita de París,.

Hay personas que no pertenecen a grupos o congregaciones de vida consagrada, pero que viven el espíritu de San Vicente, su espiritualidad y carisma; son voluntarios, están en las parroquias, colegios, hospitales y tantos lugares.
La espiritualidad de Vicente de Paúl ha influenciado en la fundación de otras sociedades de vida apostólica e incluso de algunos institutos de vida consagrada que, en comunión, forman hoy lo que se llama la familia Vicenciana.Pertenecen a esta 170 congregaciones con 2 millones de personas involucradas, y grupos de laicos, pasando de "familia" a "movimiento", alcanzando casi los 4 millones de personas:
- las Hijas de la Caridad, fundadas por el mismo Vicente de Paúl, con la ayuda de Luisa de Marillac en 1633,
- las Hermanas de la Caridad San Vicente de Paúl de Novara, congregación religiosa fundada en 1773 en Italia,
- las Hermanas de la Caridad de San Vicente de Paúl de Mallorca, fundadas en España en 1798,
- las Hermanas de la Caridad de San Vicente de Paúl, fundadas por Juana Antide Touret en Canadá en 1799,
- las Hermanas de la Caridad de San Vicente de Paúl de Gijzegem, fundadas en Bélgica en 1818,
- las Hermanas de la Caridad de San Vicente de Paúl de Fulda, fundadas en Alemania en 1835,
- las Hermanas de la Caridad de San Vicente de Paúl de Innsbruck, fundadas en Austria en 1835,
- las Hermanas de la Caridad de San Vicente de Paúl de Paderborn, fundadas en Alemania en 1840,
- las Hermanas de la Caridad de San Vicente de Paúl de Hildesheim, también fundación alemana, en 1852,
- las Hermanas de la Caridad de San Vicente de Paúl de Friburgo, igualmente alemana, en 1853,
- las Hermanas de la Caridad de San Vicente de Paúl de Halifax, fundadas en Canadá,
- las Hermanas de la Caridad de San Vicente de Paúl de Zagreb, fundadas en la antigua Yugoslavia,
- las Hermanas de la Caridad de San Vicente de Paúl del Príncipe de Palagonia, fundadas en Parmelo, Italia, en 1835,
- las Hermanas de la Providencia de Kingston, fundadas en Canadá,
- los Vicencianos Malabareses, de rito siro-malabar, fundados en India en 1927,[24]
- y los laicos vicencianos, quienes comparten la obra y espiritualidad de la Congregación de la Misión y de las diversas congregaciones o sociedades vicentinas. Muchos son los grupos laicales vicentinos, entre ellos se encuentran, la Sociedad de San Vicente de Paúl, las Juventudes Marianas Vicencianas, la Asociación de la Medalla Milagrosa, las Voluntarias de la Caridad y los socios de las Conferencias de San Vicente de Paúl.[25]